# Trường Đại học Ngô Quyền
Trường Đại học Ngô Quyền hay Trường Đại học Sĩ quan Công binh (SNH) là một trường đại học quân sự có trụ sở đặt tại thành phố Hồ Chí Minh, trực thuộc Binh chủng Công binh của Bộ Quốc phòng. Đào tạo cử nhân quân sự trình độ đại học các chuyên ngành chỉ huy kỹ thuật công binh và đào tạo cử nhân kỹ thuật hệ dân sự. Trường Đại học Sĩ quan Công binh là đơn vị sự nghiệp hệ công lập có tư cách pháp nhân, con dấu và tài khoản riêng.
- Ngày thành lập: 26 tháng 12 năm 1955.
- Trụ sở chính: 229B, đường Bạch Đằng, phường  Thủ Dầu Một, thành phố Hồ Chí Minh.

## Lịch sử hình thành
- Trường Đại học Sĩ quan Công binh tiền thân là các lớp học đầu tiên do Cục Công binh tổ chức và Phân khoa Công binh, thuộc Trường Đại học Sĩ quan Lục quân 1 - Trường Đại học Trần Quốc Tuấn.
- Ngày 26 tháng 12 năm 1955, tại thôn Nội Ninh, Ninh Sơn, Việt Yên, Hà Bắc (nay là Bắc Giang) khai giảng lớp học đầu tiên và từ đó, ngày 26/12 hàng năm trở thành Ngày truyền thống của Nhà trường.
- Tháng 3 năm 1956, di chuyển Phân hiệu Công binh từ Việt Yên về Đáp Cầu (thị xã Bắc Ninh, Hà Bắc) (nay là phường Đáp Cầu, thành phố Bắc Ninh, tỉnh Bắc Ninh);
- Ngày 27 tháng 4 năm 1964, Phân hiệu Công binh tách khỏi Trường Sĩ quan Lục quân 1 để tái thành lập Trường Đại học Sĩ quan Công binh.
- Ngày 8 tháng 8 năm 2013, Thủ tướng Chính phủ đã ký Quyết định số 1359/QĐ-TTg: Về việc thành lập Trường Đại học Ngô Quyền trên cơ sở Trường Đại học Sĩ quan Công binh. Trường Đại học Ngô Quyền có trụ sở chính tại thành phố Thủ Dầu Một, tỉnh Bình Dương.[1]
- Ngày 20 tháng 9 năm 2013, Trường Đại học Ngô Quyền đã làm lễ công bố thành lập và khai giảng năm học 2013-2014.[2]

## Đào tạo

### Đào tạo cho quân đội
- Đào tạo cử nhân quân sự trình độ đại học các chuyên ngành Chỉ huy kỹ thuật công binh:

1. Công trình quân sự.
2. Cầu - Đường.
3. Vượt sông.
4. Xe máy công binh.

### Đào tạo cho dân sự
- Kỹ sư các chuyên ngành:

1. Công nghệ kỹ thuật xây dựng cầu đường bộ.
2. Công nghệ kỹ thuật xây dựng dân dụng và công nghiệp
3. Công nghệ kỹ thuật ô tô
4. Kỹ thuật Máy xây dựng và xếp dỡ

- Cử nhân hệ Cao đẳng các chuyên ngành:

1. Cầu đường bộ
2. Máy xây dựng và xếp dỡ

## Tổ chức

### Ban Giám hiệu
- Hiệu trưởng: Đại tá, TS Nguyễn Duy Cảnh
- Chính ủy: Đại tá, ThS Trần Thanh Khôi
- Phó Hiệu trưởng đào tạo: Đại tá, TS Nguyễn Huy Hoàng
- Phó Hiệu trưởng quân sự: Đại tá, TS Vũ Công Hoằng
- Phó chính ủy: Đại tá, ThS Đào Mạnh Cảnh

### Các khoa đào tạo
1. Khoa Công trình - Trưởng khoa: Đại tá, TS Trần Văn Lợi
2. Khoa Xe máy - Trưởng khoa: Đại tá, TS Phan Thanh Cầu
3. Khoa Cầu đường - Vượt sông - Phụ trách khoa: Thượng tá, ThS Hoàng Anh Tuấn
4. Khoa Chiến thuật - Phụ trách khoa: Thượng tá, ThS Dương Xuân Hải
5. Khoa Quân sự chung -Phụ trách khoa: Thượng tá, ThS Nguyễn Hữu Quân
6. Khoa Khoa học Xã hội và Nhân văn - Trưởng khoa: Đại tá, TS Phạm Đình Phô
7. Khoa Kỹ thuật cơ sở - Trưởng khoa: Đại tá, TS Nguyễn Tiến Dũng
8. Khoa Cơ bản - Trưởng khoa: Đại tá, TS Nguyễn Ngọc Thịnh

### Các Phòng, ban chức năng
1. Phòng Đào tạo - Trưởng phòng: Thượng tá, ThS Trần Mạnh Hùng
2. Phòng Chính trị - Chủ nhiệm chính trị: Đại tá, TS Phạm Nguyễn Ngọc Anh
3. Phòng Tham mưu - Hành chính: Trưởng phòng: Thượng tá, ThS Phạm Quang Hưng
4. Phòng Hậu cần-Kỹ thuật: Trưởng phòng: Thượng tá, ThS Bùi Quang Cảnh
5. Ban Khảo thí và Đảm bảo chất lượng giáo dục - đào tạo: Trưởng ban: Đại tá, ThS Hoàng Anh Dũng
6. Ban Khoa học quân sự: Trưởng ban: Thượng tá, ThS Trần Huy Hùng

## Hiệu trưởng qua các thời kỳ
- 2007-2014, Thái Hồng Lĩnh, Thiếu tướng (2010)
- 2015-2017, Lê Văn Cường, Đại tá
- 2017-12/2021, Trịnh Thanh Sơn, Đại tá, NGƯT, GVCC
- 12/2021-nay, Nguyễn Duy Cảnh, Đại tá

## Chính ủy qua các thời kỳ
- 2019-3/2023, Lê Văn Thuyết, Đại tá
- 3/2023-nay, Trần Thanh Khôi, Đại tá